# Sandleheath
Sandleheath är en ort och civil parish i Storbritannien.   Den ligger i grevskapet Hampshire och riksdelen England, i den södra delen av landet, 140 km sydväst om huvudstaden London. Sandleheath ligger 44 meter över havet och antalet invånare är 663.
Terrängen runt Sandleheath är platt. Runt Sandleheath är det ganska tätbefolkat, med 222 invånare per kvadratkilometer. Närmaste större samhälle är Bournemouth, 18,6 km söder om Sandleheath. Omgivningarna runt Sandleheath är en mosaik av jordbruksmark och naturlig växtlighet.